# São Gonçalo de Lagos (freguesia)
São Gonçalo de Lagos, inicialmente "União das freguesias de Lagos (São Sebastião e Santa Maria)", é uma freguesia portuguesa do município de Lagos, com 29,15 km² de área e 23648 habitantes (censo de 2021). A sua densidade populacional é 811,3 hab./km².

## História
Foi constituída em 2013, no âmbito de uma reforma administrativa nacional, pela agregação das antigas freguesias de São Sebastião (Lagos) e Santa Maria (Lagos) e tem a sede em Lagos (São Sebastião).

## Demografia
A população registada nos censos foi:
| Distribuição da População por Grupos Etários | Distribuição da População por Grupos Etários | Distribuição da População por Grupos Etários | Distribuição da População por Grupos Etários | Distribuição da População por Grupos Etários | Distribuição da População por Grupos Etários |
| -------------------------------------------- | -------------------------------------------- | -------------------------------------------- | -------------------------------------------- | -------------------------------------------- | -------------------------------------------- |
| Antes da agregação                           |                                              |                                              |                                              |                                              |                                              |
| Ano                                          | 0-14 anos                                    | 15-24 anos                                   | 25-64 anos                                   | >= 65 anos                                   | Total                                        |
| 2001                                         | 2915                                         | 2175                                         | 9475                                         | 2906                                         | 17471                                        |
| 2011                                         | 3592                                         | 2355                                         | 12292                                        | 3856                                         | 22095                                        |
| Após a agregação                             |                                              |                                              |                                              |                                              |                                              |
| Ano                                          | 0-14 anos                                    | 15-24 anos                                   | 25-64 anos                                   | >= 65 anos                                   | Total                                        |
| 2021                                         | 3075                                         | 2405                                         | 12635                                        | 5533                                         | 23648                                        |